# 1484 Postrema
Az 1484 Postrema (ideiglenes jelöléssel 1938 HC) a Naprendszer kisbolygóövében található aszteroida. Grigorij Neujmin fedezte fel 1938. április 29-én.